# Chemsakiellus
Chemsakiellus is een kevergeslacht uit de familie van de boktorren (Cerambycidae). De wetenschappelijke naam van het geslacht werd voor het eerst geldig gepubliceerd in 1982 door Villiers.

## Soorten
Chemsakiellus is monotypisch en omvat slechts de volgende soort:
- Chemsakiellus taurus Villiers, 1982